# BEGO

BEGO Firmenkomplex

Die Bego GmbH & Co. KG (Eigenschreibweise BEGO), gegründet 1890 als Bremer Goldschlägerei, ist ein deutsches Dentalunternehmen mit Sitz in Bremen. Sie ist die Konzernmutter und höchste Konsolidierungsebene der Bego Unternehmensgruppe.
Das Unternehmen beliefert Zahntechniker und Zahnärzte mit Geräten, Instrumenten, Werkstoffen und Verfahren zur Herstellung und Verarbeitung von Zahnersatz (Edelmetall- und edelmetallfreie Legierungen, Keramiken, Implantate).

## Geschichte

### Anfänge
Das Unternehmen wurde 1890 von dem Bremer Zahnarzt Wilhelm Herbst (1842–1917) gegründet. Der Name "Bremer Goldschlägerei" erinnert heute noch an seinen Ursprung: Herbst legte mit der Idee, Zahngold zu verarbeiten, den Grundstock des Unternehmens. Während das Metall zuvor in die Kavität – zum Leidwesen der damaligen Patienten – eingehämmert wurde, machte Herbst den Werkstoff zunächst über einer Flamme kohäsiv und erstellte eine Goldfolie. Diese wurde wiederum zu Plombiergold in Form von Goldpellets weiterverarbeitet, die dann einfacher in die Kavität eingeführt und angepasst werden konnten. Die von ihm entwickelte Rotationsmethode setzte sich schnell weltweit durch. Der Dental-Pionier hielt die Ergebnisse seiner 25-jährigen Erfahrungen 1895 in seinem Buch „Methoden und Neuerungen auf dem Gebiet der Zahnheilkunde“ fest. 

### Zeit des Nationalsozialismus
Als mit der Verordnung über den Einsatz des jüdischen Vermögens die deutschen Juden ihre Wertgegenstände weit unter Preis an die Pfandleihanstalten veräußern mussten, beteiligte sich die Bremer Goldschlägerei an der Verwertung des „Judengoldes“. Nach dem Beschluss des Judenreferats vom 31. Januar 1940 konnten nicht nur die Degussa, sondern auch kleinere Scheideanstalten, darunter die Bremer Goldschlägerei, Leihhausgold erwerben. Jedes Unternehmen suchte soviel Judengold wie möglich von den Leihhäusern zu erhalten und zu scheiden, da es keinen Verteilungsschlüssel gab. Den größten Teil jedoch schied die Degussa.
Nach dem Jahr 2000 beteiligte sich die Bego an der Stiftung „Erinnerung, Verantwortung und Zukunft“ zur Zwangsarbeiter-Entschädigung.

### 1945 bis 2000
Im Zweiten Weltkrieg wurden die Betriebsstätten der Bego Bremer Goldschlägerei in Bremen und Berlin beinahe komplett zerstört. 1945 widmeten sich der damals noch junge Joachim Weiss, sein Vater Fritz Weiss und Theodor Herbst, Sohn des Firmengründers Wilhelm Herbst, dem Wiederaufbau der Firma am Standort Bremen. Knapp zehn Jahre später wurde Joachim Weiss offizieller Gesellschafter. Vorher trug er zur Markteinführung der edelmetallfreien Legierung  Wironit  bei.
1976 wurde das Bego Schulungszentrum, das Bego Training Center, eingeweiht. Damit bot das Unternehmen zum ersten Mal eigene Fortbildungsmöglichkeiten an.
Mit der Hilfe des internationalen Händlernetzwerkes wurde 1989 der erste internationale Firmensitz in Kanada errichtet. Später folgten weitere Niederlassungen im Ausland.
Auch innerhalb der Bremer Goldschlägerei gab es einen Strukturwandel: Im Jahr 1990 gründete Bego die Firma „Bego Semados GmbH“ (heutige „Bego Implant Systems GmbH & Co. KG“), welche sich seitdem auf Implantologie-Produkte und -Services spezialisiert.
Mit dem Eintritt von Sohn Christoph Weiss und dem Umzug in den Neubau im Technologiepark Universität in Bremen gab es bald weitere Veränderungen innerhalb des Bremer Dentalunternehmens.

### Entwicklungen seit 2000
2000 wurde dem geschäftsführenden Gesellschafter Christoph Weiss von der Zeitschrift Wirtschaftswoche die Auszeichnung „Elite der Zukunft“ verliehen. Seit 2002 ist das Unternehmen Co-Partner und offizieller Versorger der Deutschen Olympiamannschaften. Bei den Olympischen Spielen stellt Bego jeweils ein Zahnärzteteam vor Ort im Deutschen Haus bereit, bei denen sich Sportler, Funktionäre und andere gratis zahnmedizinisch betreuen lassen können. Zuletzt war dies bei den Olympischen Winterspielen 2010 in Vancouver der Fall, wo Bego unter anderem den deutschen Rodler und Silbermedaillengewinner David Möller versorgte, nachdem der sich an seiner Medaille einen Zahn ausgebissen hatte.
2004 wurde Bego in der Kategorie betriebliche Praxis vom „Fraunhofer-Institut für Lasertechnik ILT“ mit dem „Innovationspreis Lasertechnik“ ausgezeichnet. 2008 verlieh Lothar Späth dem Unternehmen das Gütesiegel „TOP 100“, womit es nach Angaben der Veranstalter zu den 100 innovativsten Unternehmen im deutschen Mittelstand gezählt werden kann.

## Produkte
Erhebliche Bedeutung für den weltweiten Dentalmarkt hat Bego zuletzt durch die Entwicklung und Patentierung eines digitalen Verfahrens zur vollautomatischen Herstellung von Zahnersatz erlangt („Selective Laser Melting“ / Selektives Laserschmelzen). Arbeitsintensive Schritte, wie der manuelle Gerüstbau im Labor, können dadurch ersetzt werden. Damit erhöht sich neben der Produktqualität auch die Wirtschaftlichkeit des Zahnersatzes. Auf die Nutzung von CAD/CAM-Technologien im Dentalbereich hält das Unternehmen unter anderem europäische Patente und Anmeldungen, die sowohl einen Schutz beim Erzeugen von Zahnersatz mittels Laserschmelzen als auch Verfahrensoptimierungen hierzu umfassen.

## Unternehmensstruktur

### Bego Bremer Goldschlägerei Wilh. Herbst GmbH & Co. KG
Der Geschäftsbereich Dental erstellt seit über 125 Jahren schwerpunktmäßig Edelmetall- (EM) und edelmetallfreie (EMF) Dentallegierungen sowie Geräte und Materialien zur Herstellung hochwertigen Zahnersatzes. Sehr bekannte Produkte sind u. a. die biokompatiblen Legierungen Wironit und Wironium. Seit 2006 bietet das Unternehmen auch Keramiken zur Weiterverarbeitung im Dentallabor an.

### Bego Medical GmbH
Kerntätigkeit des im Jahre 2002 gegründeten Unternehmens ist die Entwicklung und Bereitstellung von digitalen Methoden zur Herstellung von Zahnersatz: Der Anwender schickt sein am Computer virtuell moduliertes Gerüst per Internet zu Bego, dort wird dieses dann aus Edelmetall, Kobalt-Chrom, Titan oder Keramik hergestellt und an den Anwender zurückgeschickt.

### Bego Implant Systems GmbH & Co. KG
Seit 1990 entwickelt und fertigt Bego Dentalimplantate, Prothetikkomponenten für Implantate und Implantologiezubehör für den weltweiten Dentalmarkt. Die Bego Semados GmbH & Co KG war 1992 aus der Bego Bremer Goldschlägerei Wilhelm Herbst GmbH & Co. KG hervorgegangen und wird inzwischen als eigenständiges Unternehmen geführt. Seit dem 1. März 2005 firmiert es unter Bego Implant Systems GmbH & Co. KG.